# Norden

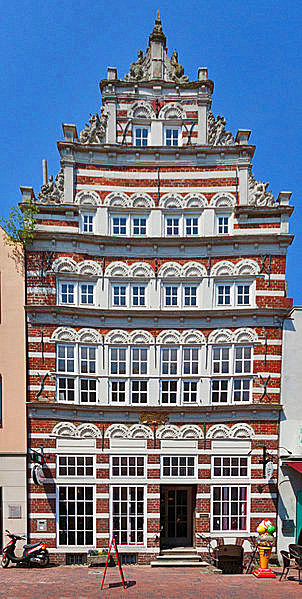
Schöninghsches Haus (1576)

Norden (Nedersaksisch: Nörden) is een stad en gemeente in de Duitse deelstaat Nedersaksen. Het is een selbständige Gemeinde binnen het Landkreis Aurich in Oost-Friesland. De stad telt 24.767 inwoners.
De inwoners van de stad worden Norder, of, in het Oost-Fries Nedersaksisch, Nörder genoemd. Eind 2021 was van de bevolking circa 50% protestants-christelijk (overwegend evangelisch-luthers) en 9% rooms-katholiek.

## Economie
De stad Norden heeft als belangrijkste economische pijlers het toerisme (zie hierna: Bezienswaardigheden) en de dienstensector. Norddeich heeft nog een kleine garnalenvissersvloot. De landbouw, met name de melkveehouderij, is nog van belang op het platteland rondom de stad. Te Lintelermarsch staat een groot windmolenpark.
In de wijken Neustadt en Süderneuland I liggen de twee grootste bedrijventerreinen, waar overwegend midden- en kleinbedrijf van lokaal en regionaal belang is gevestigd. De grootste werkgevers van de stad zijn het plaatselijke ziekenhuis en de gemeente. Norden beschikt over enige middelgrote bedrijven in de bouw- en metaalsector met ieder 50-150 werknemers.

## Geschiedenis
Al in 884 bestond er een nederzetting Norden. In dat jaar wonnen de Friezen hier een veldslag, de Slag bij Norditi, van de Noormannen.
Norden kreeg in 1255 stadsrechten en is daarmee de oudste stad in Oost-Friesland. Eerst lag Norden in een gouw Federgau, later in het Friese land Norderland. Friese hoofdelingen, die er in de Late Middeleeuwen de scepter zwaaiden, waren de Tom Broks en later de Cirksena's. Doordat ten gevolge van stormvloeden de Leybocht, een zeearm, delen van het omringende land wegvrat, was Norden van de 15e tot de 17e eeuw tijdelijk een zeehaven. 
Na de Reformatie in de 16e eeuw was er veel strijd en wederzijdse intolerantie tussen calvinisten en evangelisch-luthersen; deze laatsten behielden uiteindelijk de overhand. Nog in 1684 was militair ingrijpen noodzakelijk, om ten behoeve van de calvinistische minderheid de Kerk van Bargebur te kunnen bouwen. In 1597/98 en 1611 werd Norden geteisterd door een pestepidemie. In de Dertigjarige Oorlog (1618-1648) had Norden, dat niet door stadsmuren was omgeven, enige malen een bezetting door buitenlandse soldaten te verduren. In 1717 leidde de Kerstvloed tot grote overstromingsschade en veel verlies van mensenlevens en vee. Het dorp Itzendorf bij Norden moest geheel aan de zee worden prijsgegeven.
In 1744 werd Norden Pruisisch. De Pruisen begonnen met uitgebreide werken van inpoldering langs de zeekust en ontginning van veen aan de zuidoostkant van de stad. Daardoor hoefde geen turf meer uit de Nederlandse provincie Groningen geïmporteerd te worden. Ook werden tabakfabrieken opgericht. 
Na de val van Napoleon kwam de stad in het Koninkrijk Hannover, na 1866 weer in Pruisen, en vanaf 1871 in het Duitse Keizerrijk te liggen. De ontginnings- en inpolderingsactiviteiten werden in de 19e en vroege 20e eeuw voortgezet. Belangrijk was ook de aanleg van een verharde straatweg naar Georgsheil (Uthwerdum), Emden en Aurich (1844), en de aansluiting op het spoorwegnet (1883; doortrekking naar Norddeich in 1892).
In 1806 richtte de Groningse mennonitische ondernemer Jan ten Doornkaat Koolman te Norden de bekende brouwerij van sterkedrank Doornkaat op, die tot 1991 bestond. Het merk en de receptuur werden nadien aan de concurrent Berentzen verkocht; de merknaam en de schnaps Doornkaat zijn blijven bestaan. De productie ervan is niet meer in Norden gehuisvest. In 1988 richtte een telg uit de brouwersfamilie de naar hem genoemde Gerhard ten Doornkaat Koolman-Stiftung op. Deze kapitaalkrachtige instelling houdt zich in Norden en wijde omgeving  met zeer uiteenlopende charitatieve activiteiten bezig.
In de Tweede Wereldoorlog liep de stad nagenoeg geen oorlogsschade op. In deze tijd zonden de nazi's vanuit de radiozender Norddeich Radio te  Osterloog de beruchte Engelstalige propaganda-uitzendingen Germany calling from Radio Bremen uit. Daarbij was tijdens de Tweede Wereldoorlog Radio Kootwijk nog enige tijd als steunzender hiervoor in gebruik. Tot 1977 was Norden een eigen Landkreis. De stad is zetel van een Amtsgericht, waarvan het rechtsgebied vrijwel overeenkomt met het oude Landkreis.
In 2005 vierde Norden dat het 750 jaar daarvoor stadsrechten kreeg.

## Bezienswaardigheden
- De bij de stad behorende Noordzeebadplaats Norddeich, met strandfaciliteiten, zeehondenstation, mogelijkheden tot wadlopen en een veerboot naar de Waddeneilanden Norderney en Juist; ook de in het zuidwesten aangrenzende wijk Westermarsch II is een badplaats; beide plaatsen zijn sedert 2010 officieel Nordseeheilbäder (kuuroorden).
- De in de stijl van de late gotiek gebouwde Ludgeri-Kirche met apart staande klokkentoren en met een zwaluwnestorgel, omstreeks 1690 gebouwd door de beroemde orgelbouwer Arp Schnitger;
- Het schilderachtige gebouwencomplex "Altes Rathaus" (Oude Raadhuis) met het Oost-Friese Theemuseum;
- Diverse oude huizen in de binnenstad, waaronder het Schöninghsches Haus (1576; in gebruik als advocatenkantoor)
- Het nieuwe Joodse oorlogsmonument;
- De omgeving van Norden, die veel op de provincie Groningen lijkt: de omliggende dorpen hebben vaak een schilderachtige molen (zoals de Dijkmolen te Süderneuland I) of een middeleeuws kerkje.
- De museumspoorlijn Ostfriesische Küstenbahn, die het traject tussen Dornum en Norden berijdt.
- Mennonietenkerk
- Documentatiecentrum[6] over de verdrijving van Duitsers na de Tweede Wereldoorlog in de voormalige Gnadenkirche in Ortsteil Tidofeld; in dit gehucht stond van 1946 tot 1960 een opvangkamp voor Heimatvertriebene; dit museum organiseert tevens allerlei activiteiten voor Duits-Poolse verbroedering. Het in 1961 gebouwde kerkgebouw zelf staat, vanwege zijn bijzondere architectuur en inrichting, onder monumentenzorg.
- Op de in het gehucht  Lintelermarsch  gelegen terp Osterloog staat het Waloseum, een museum, gewijd aan de potvis, waarvan het skelet van een in 2003 aangespoeld exemplaar aanwezig is; het museum beschikt ook over een klein zeeaquarium.

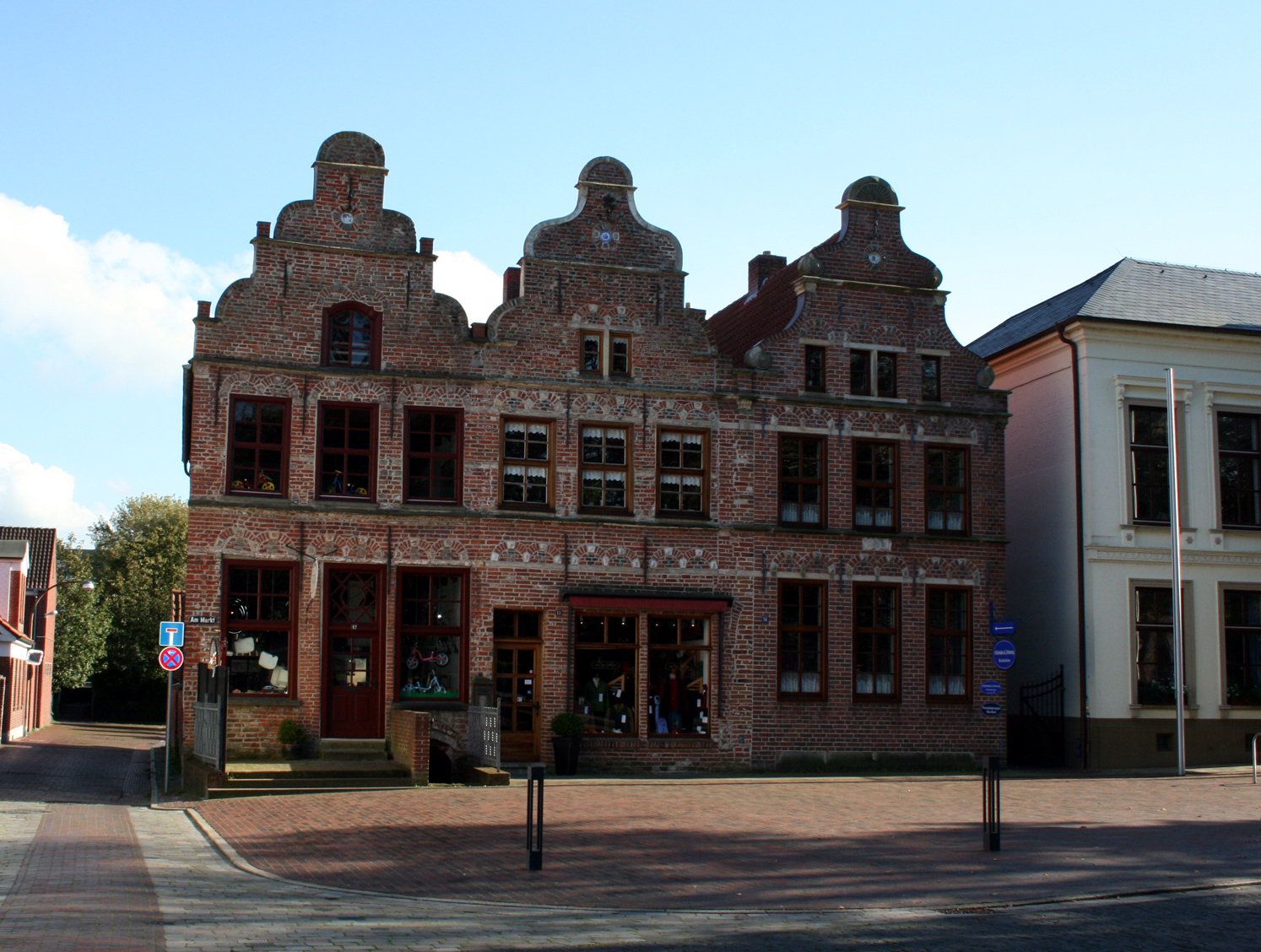
"Dree Süsters" (Drie Zusters)
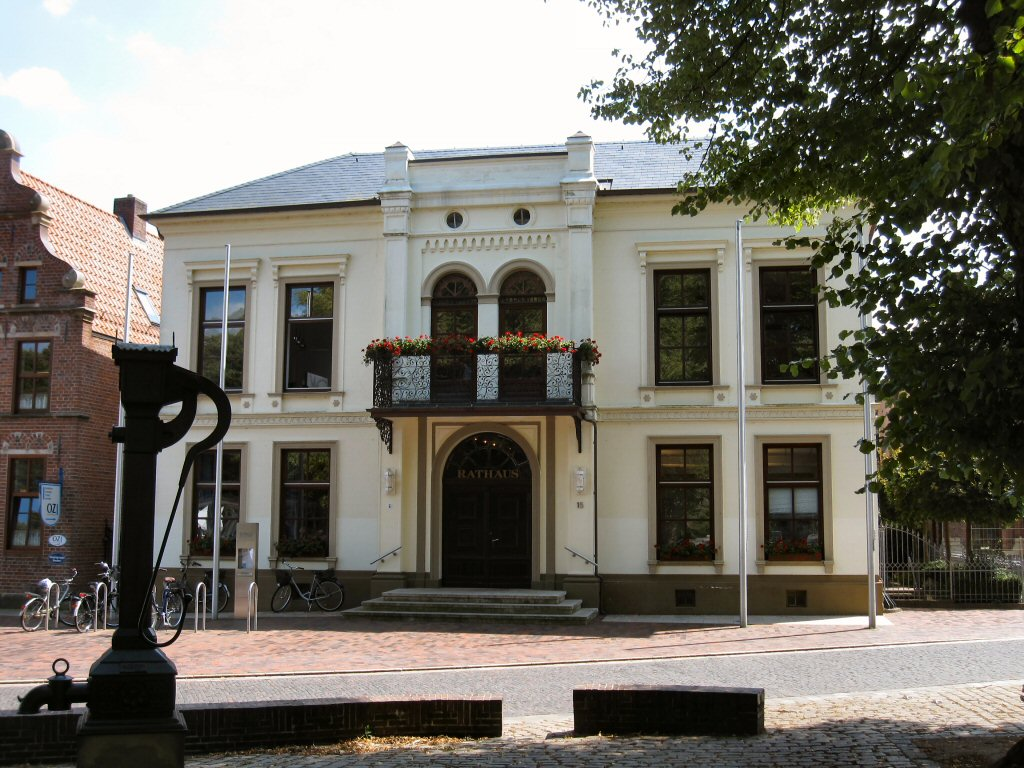
Nieuwe Raadhuis
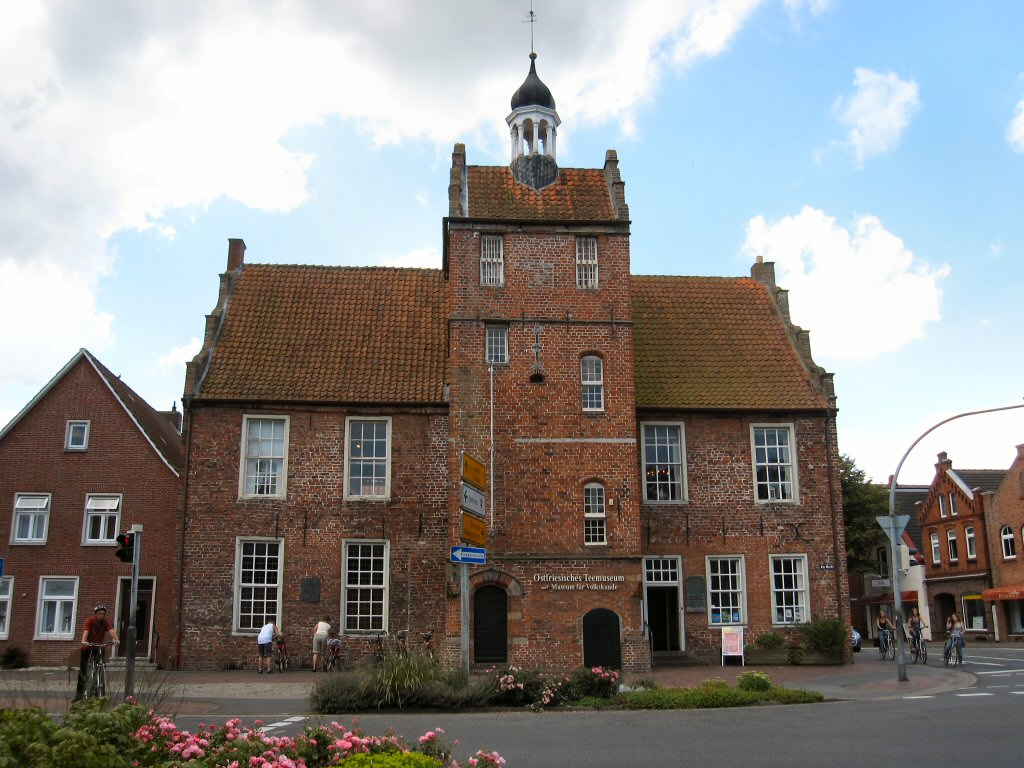
Oude Raadhuis en Theemuseum
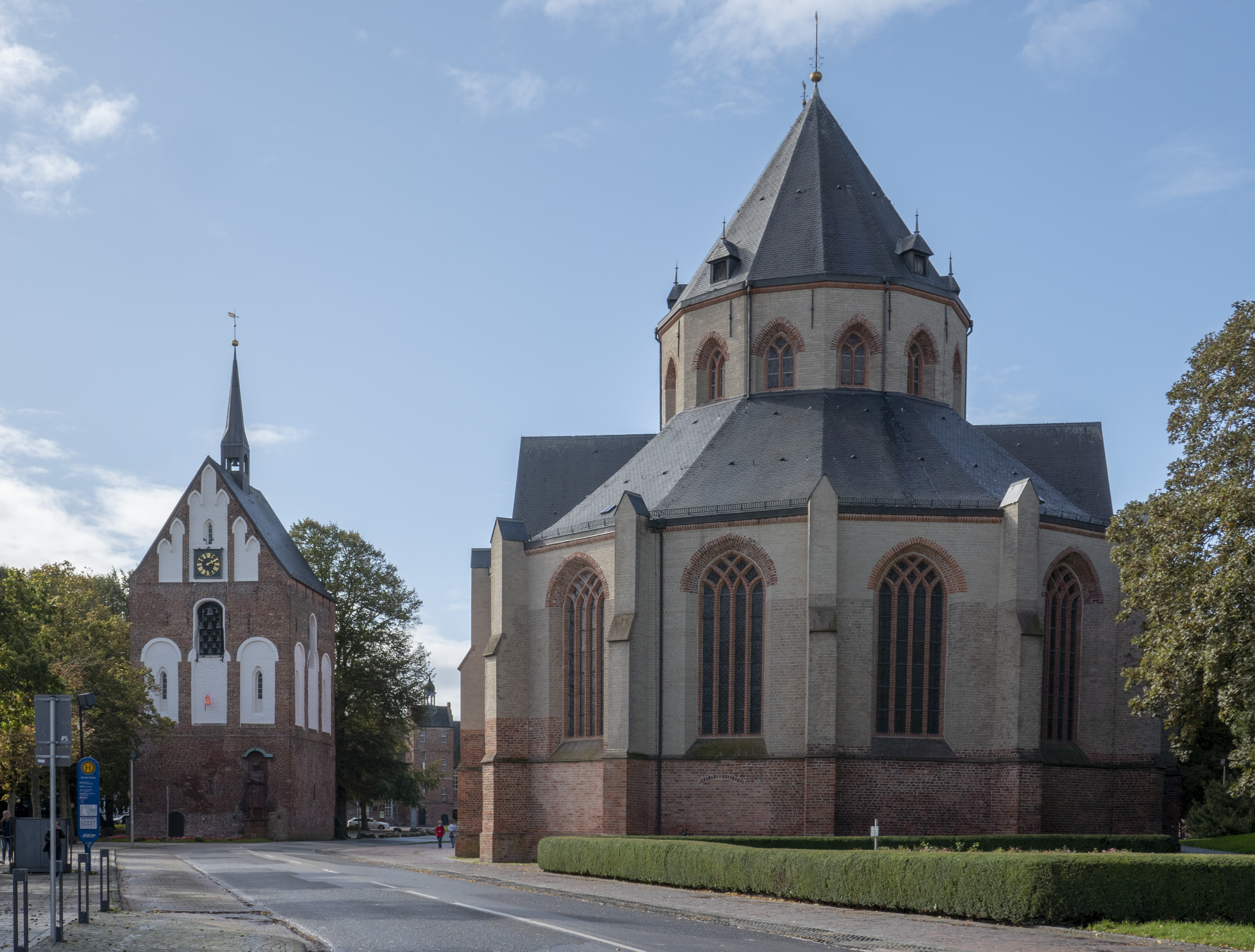
Ludgeri-Kirche (St.-Liudgerkerk) met losstaande klokkentoren
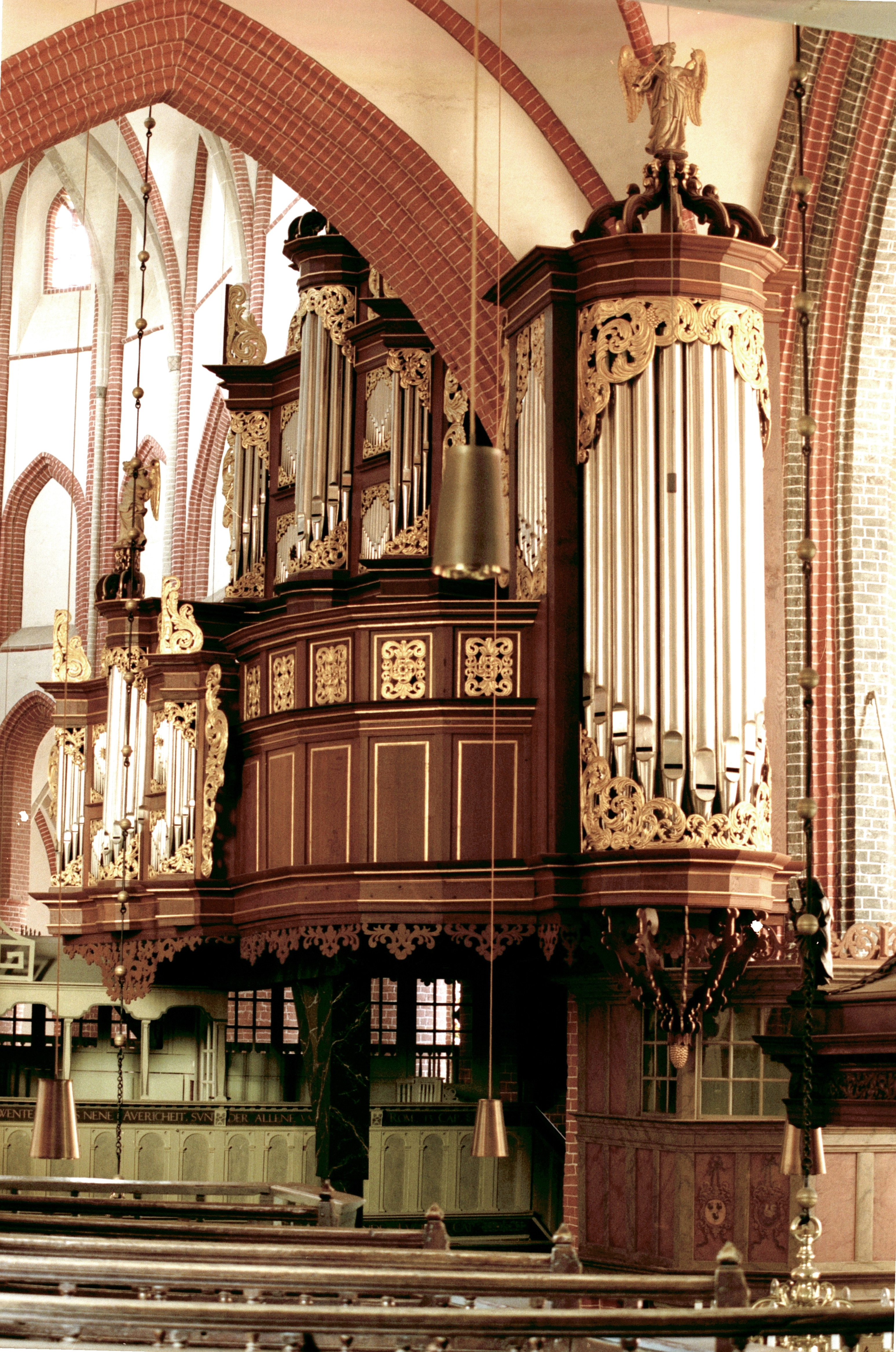
Ludgeri-Kirche Schnitgerorgel
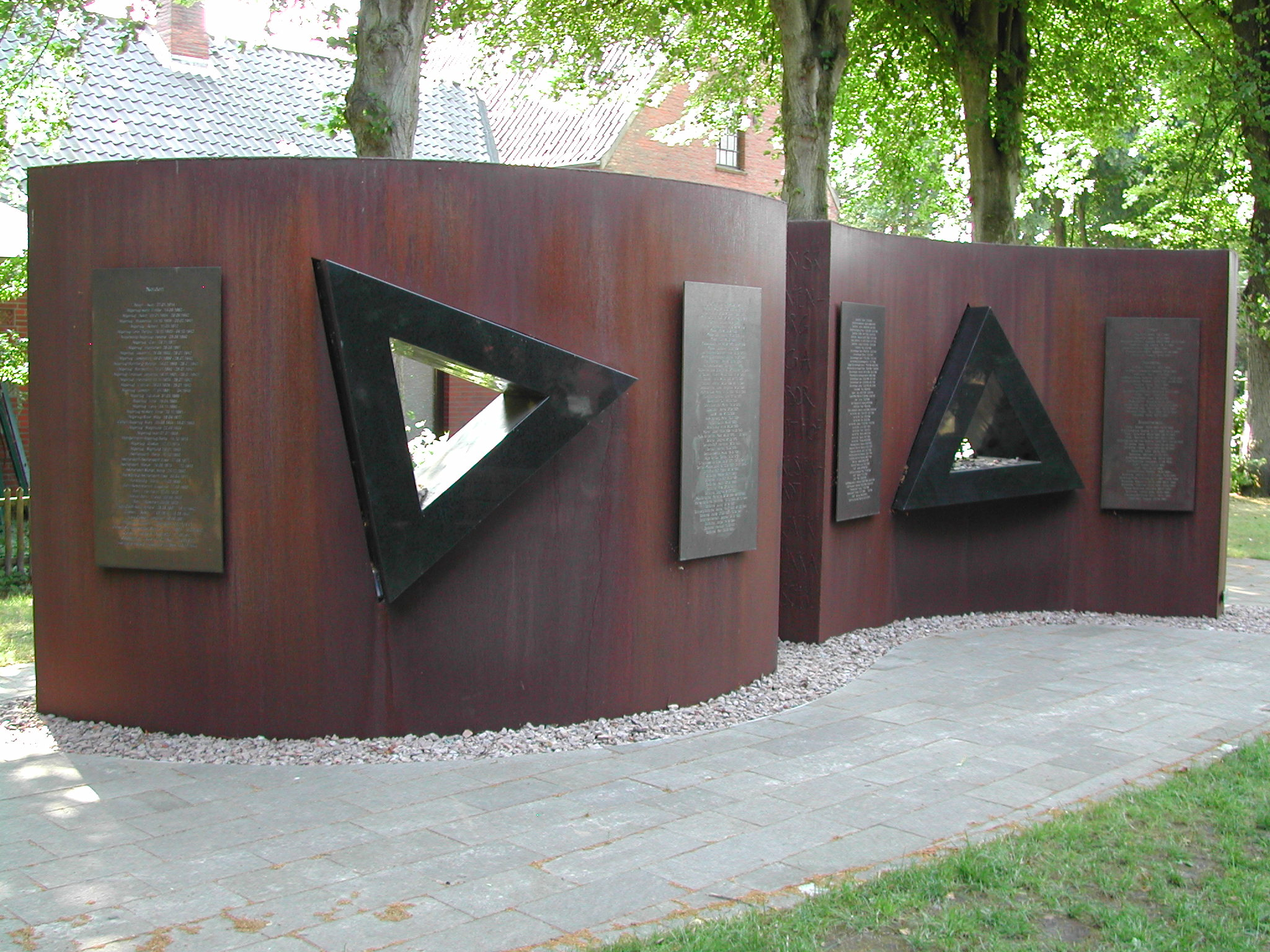
Monument op de Joodse begraafplaats
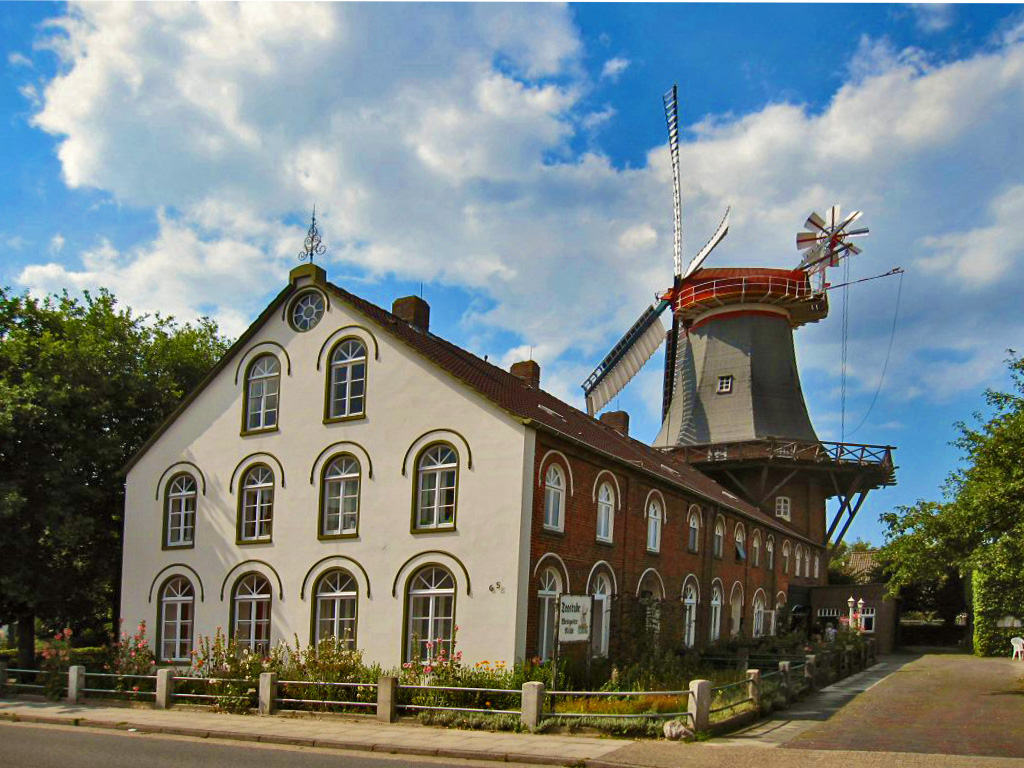
Westgaster Molen
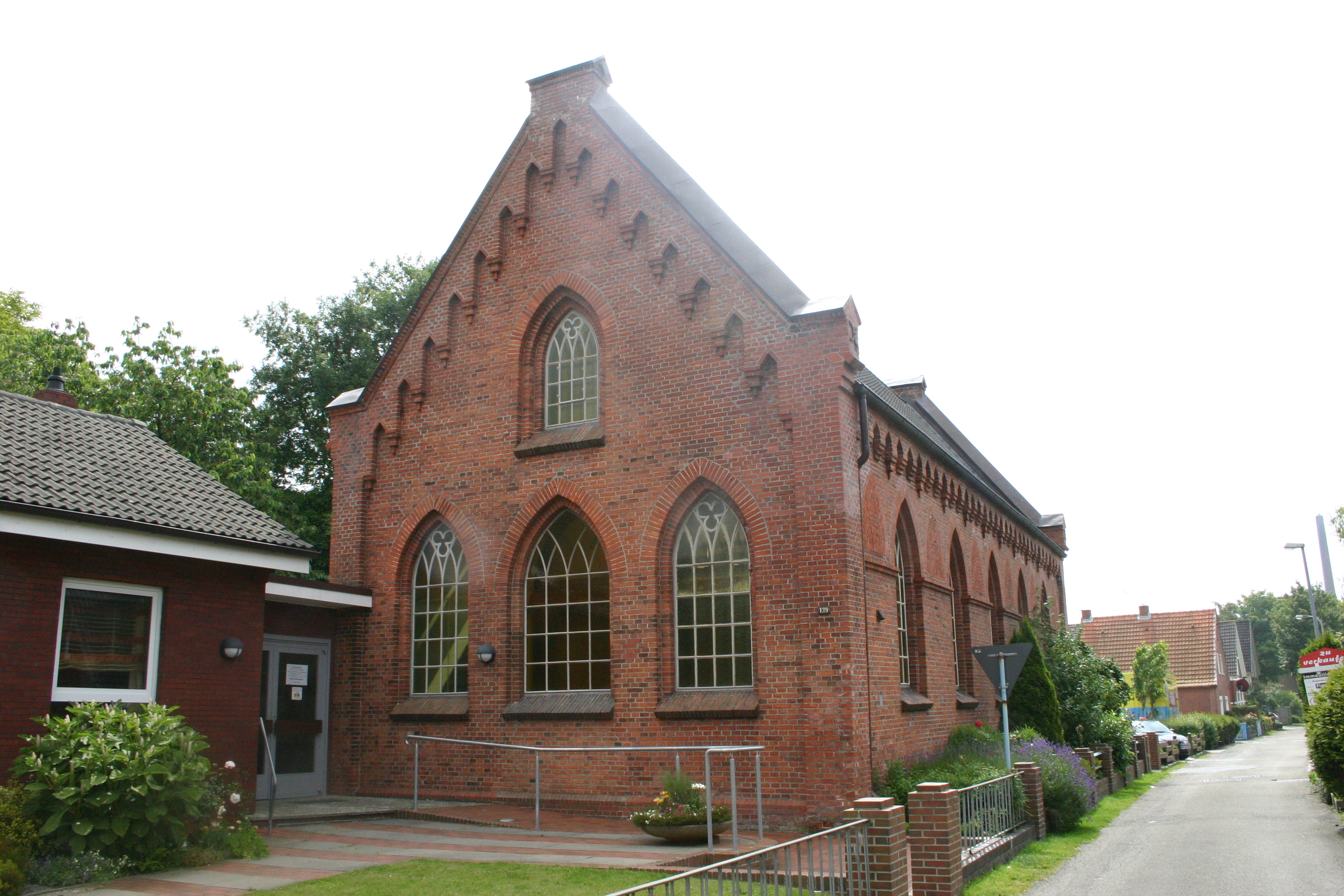
Kerk van Baptistengemeente
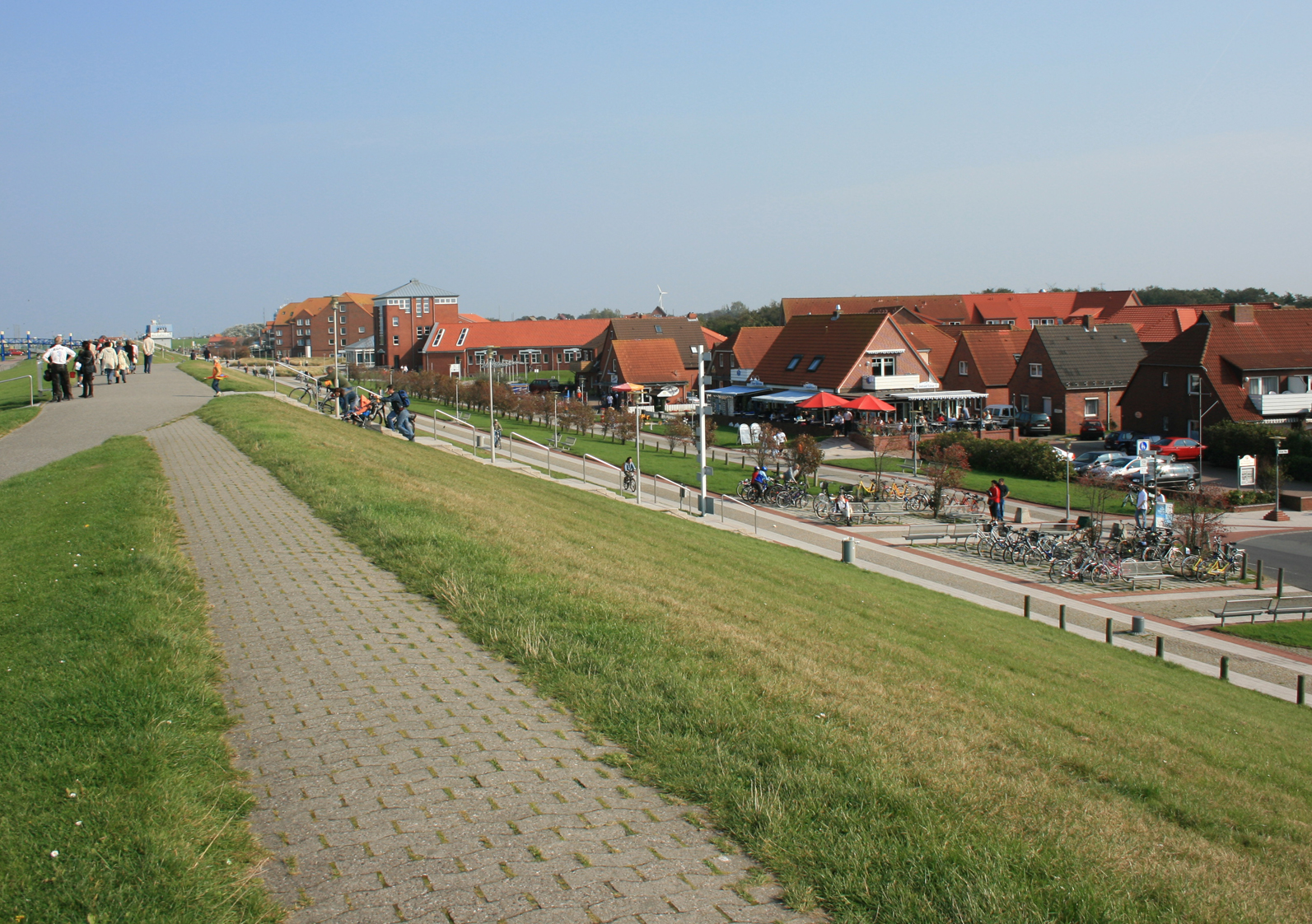
Stadsdeel Norddeich
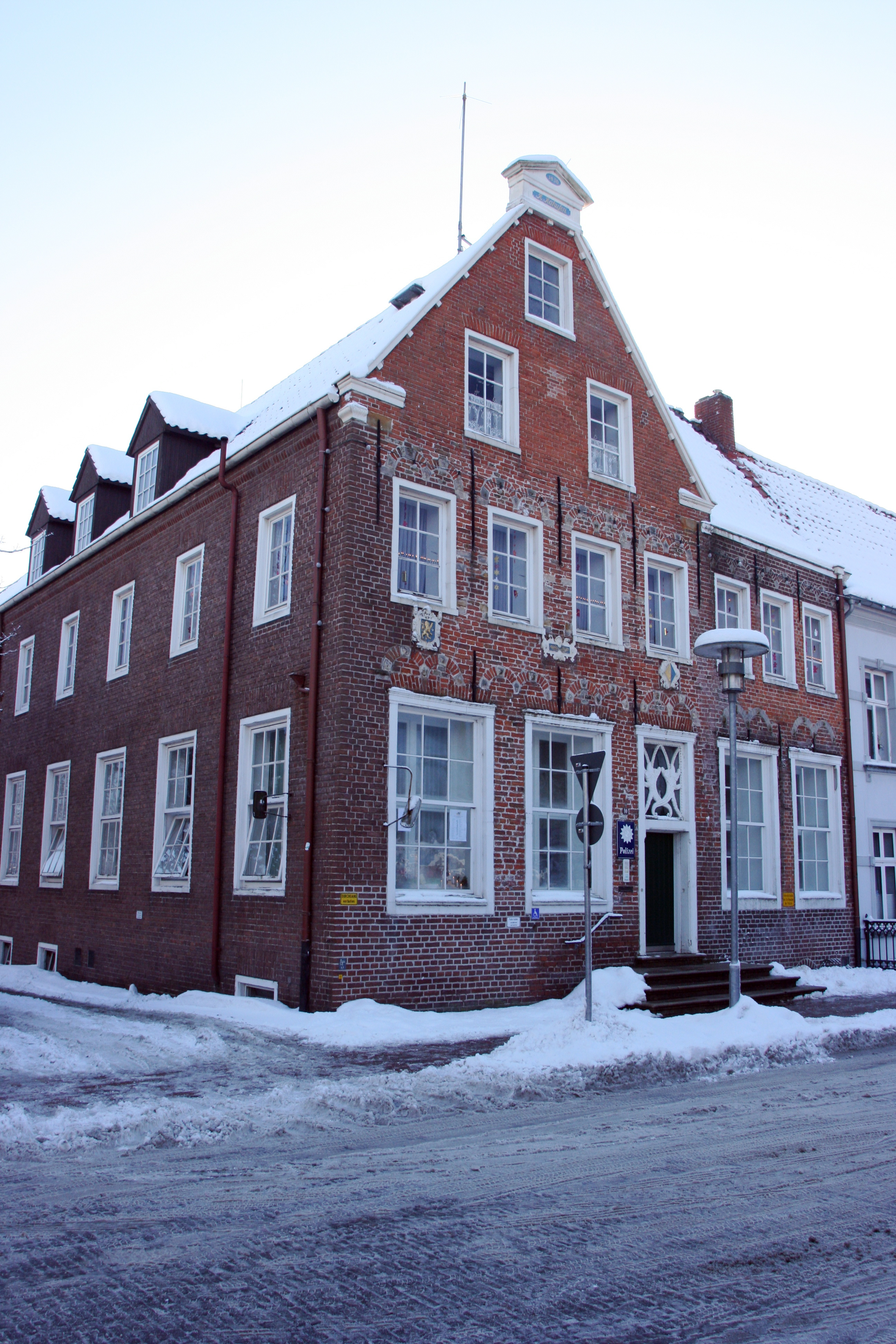
Politiebureau (1610)
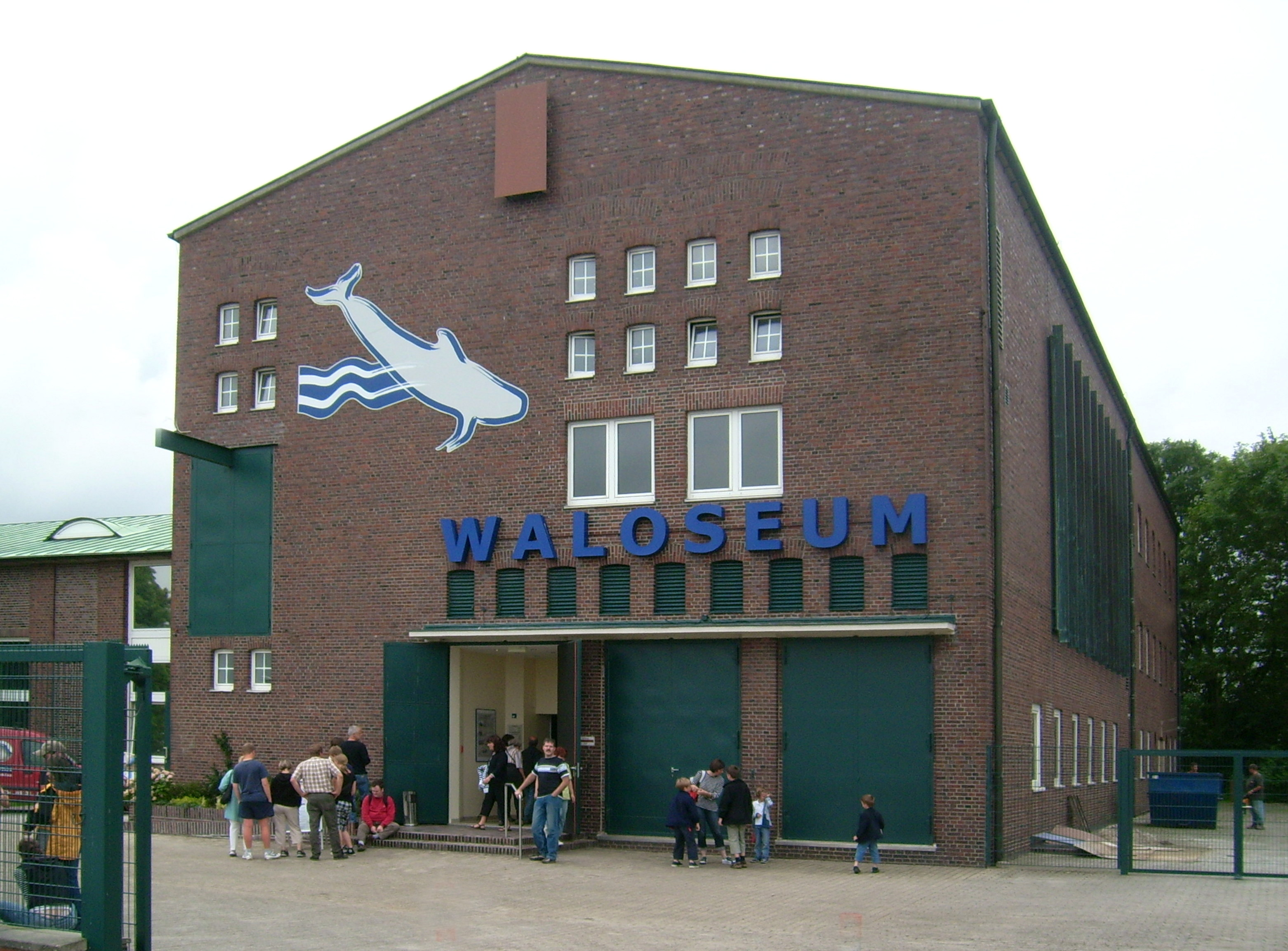
Museum Waloseum, Osterloog
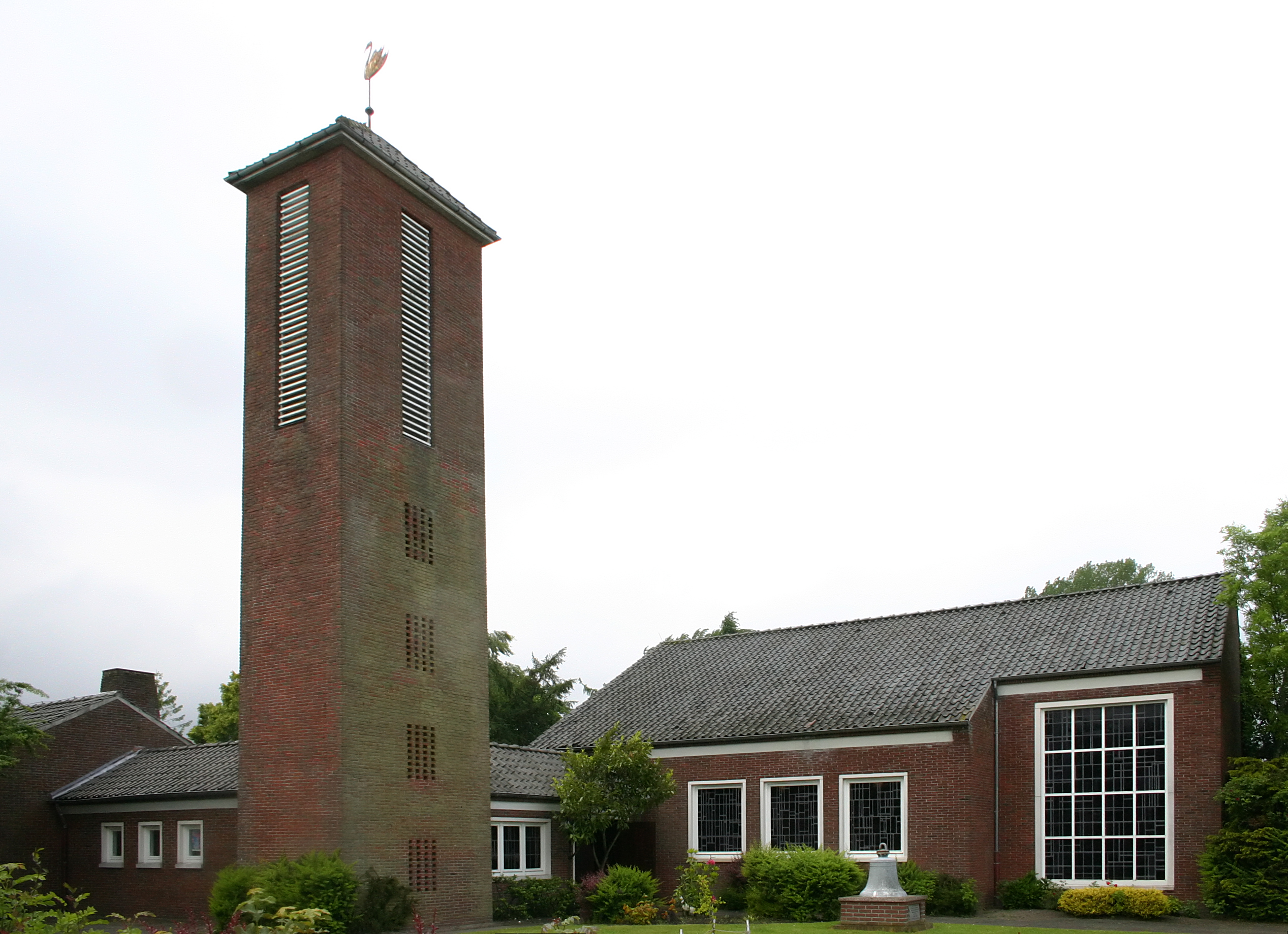
Gnadenkirche Tidofeld

## Bestuurlijke indeling

Kaart stadsdelen Norden; Bargebur is rood gemarkeerd.

### Stadsdelen voor de gemeentelijke herindeling
Alle onderstaande stadsdelen, met uitzondering van Bargebur, vormen het stadsgebied Norden, dat zelf geen stadsdeel meer is.
- Armenplatz
- Bargebur (enclave)
- Ekel
- Lintel
- Norden-Neustadt
- Westgaste
- Westlintel
- Zingel

### Stadsdelen na de gemeentelijke herindeling
Alle huidige stadsdelen, met uitzondering van Bargebur, waren voor de gemeentelijke herindeling zelfstandige gemeenten. Het stadsgebied van Norden telt niet als stadsdeel mee.
- Bargebur (493 inwoners, vastgegroeid aan Norden)
- Tidofeld (991 inwoners, vastgegroeid aan Norden)
- Leybuchtpolder (463 inwoners)
- Lintelermarsch (deel van Norddeich)
- Neuwesteel (337 inwoners)
- Norddeich (1264 inwoners)
- Süderneuland I (3021 inwoners, vastgegroeid aan Norden)
- Süderneuland II (920 inwoners, vastgegroeid aan Norden)
- Ostermarsch (300 inwoners)
- Westermarsch I (450 inwoners)
- Westermarsch II (500 inwoners, vastgegroeid aan Norddeich)

## Geografie
Norden ligt in het noordwesten van Oost-Friesland, en grenst in het westen en noordwesten aan de Waddenzee.

### Buurgemeentes
- In het noordoosten: drie dorpen in de Samtgemeinde Hage, van noord naar zuid:
  - Hagermarsch
  - Lütetsburg
  - Halbemond
- In het oosten: Osteel, deel van de Samtgemeinde Brookmerland
- In het zuiden: de gemeente Krummhörn.

## Infrastructuur

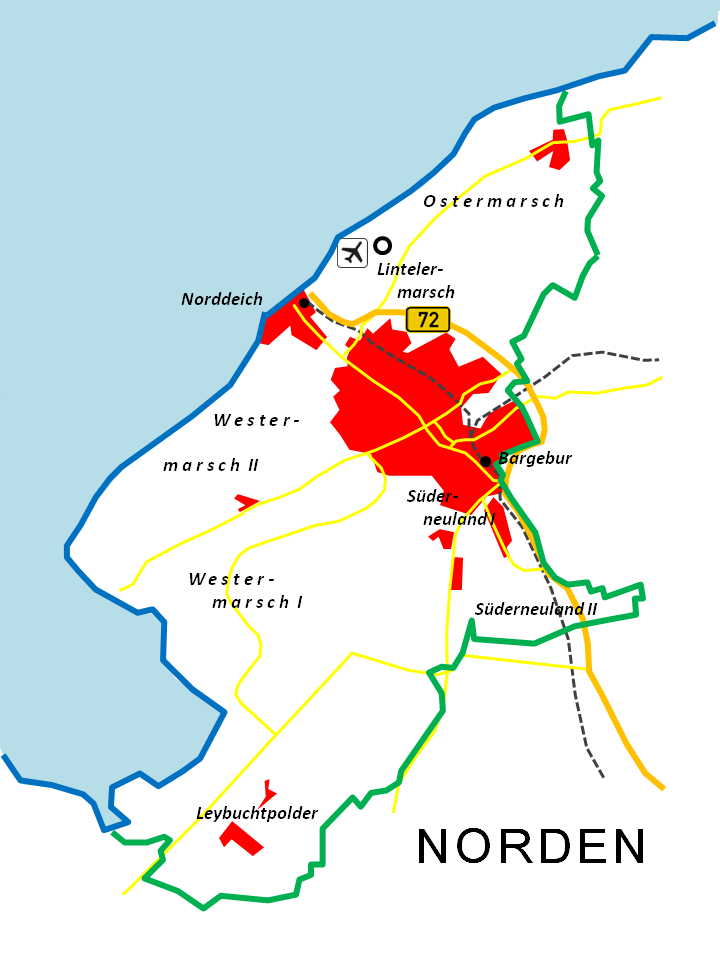
Infrastructuur van Norden
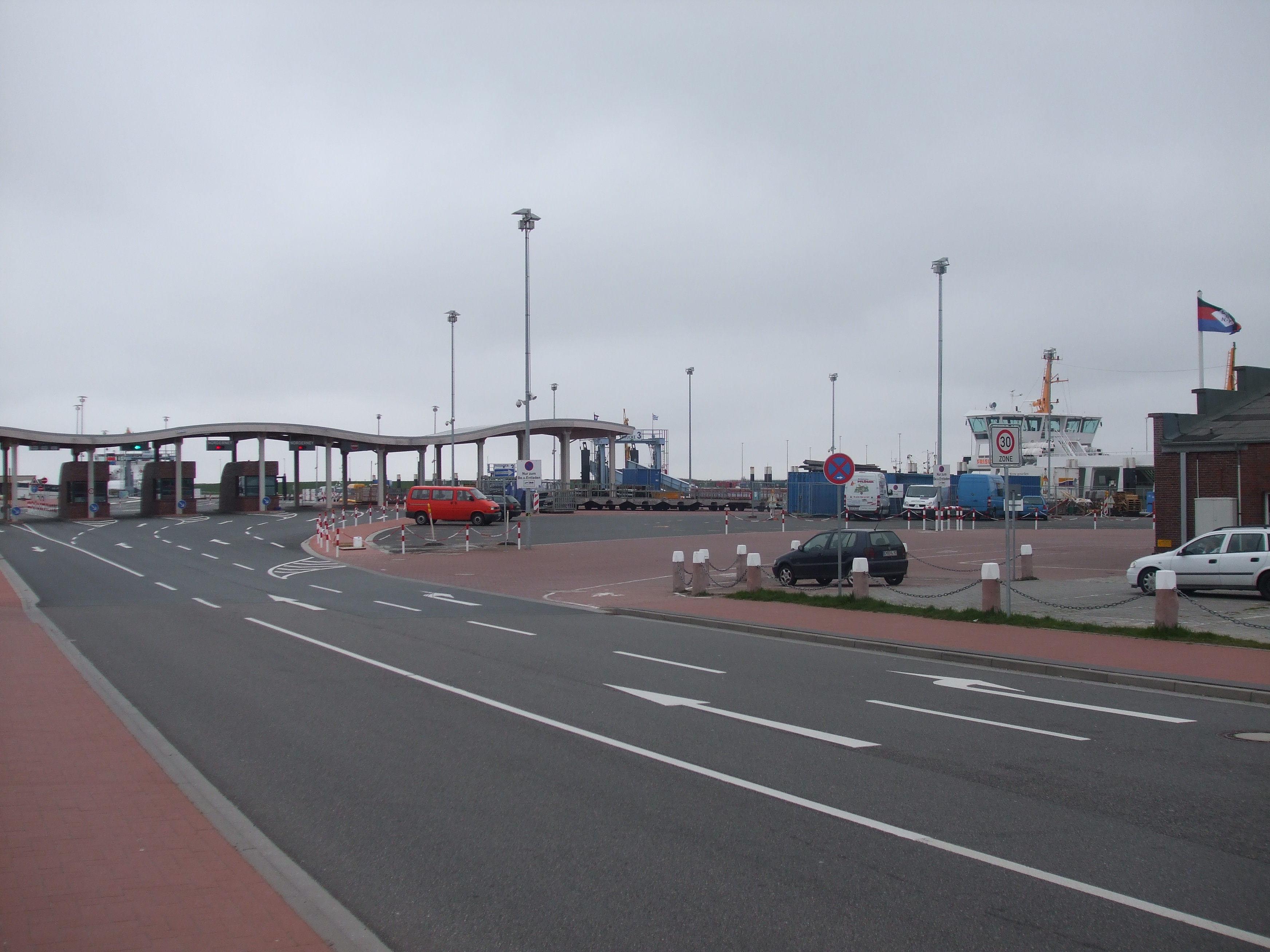
Eindpunt Bundesstraße 72 in de veerboothaven Norddeich
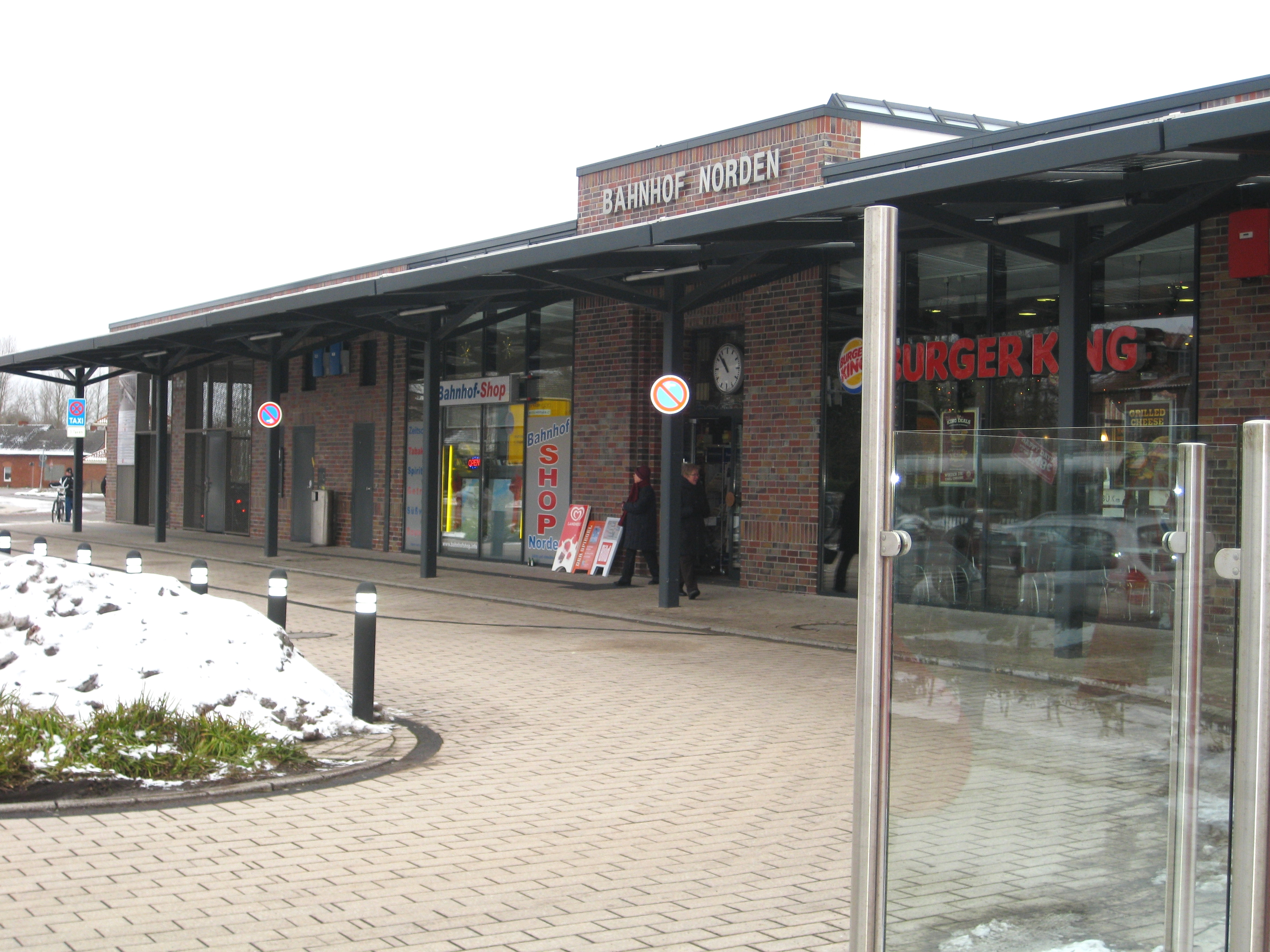
Station Norden (december 2009)
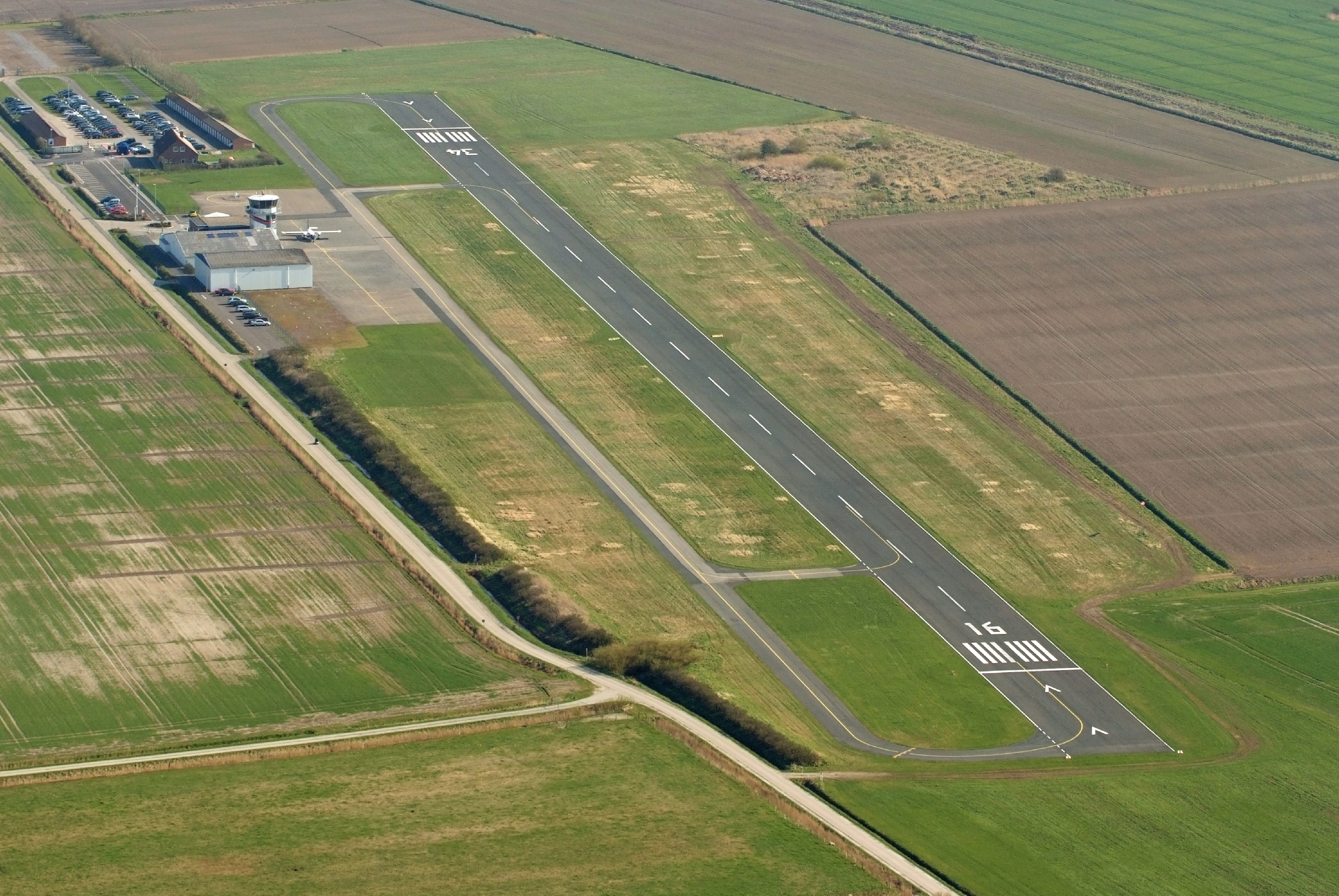
Vliegveld Norden-Norddeich
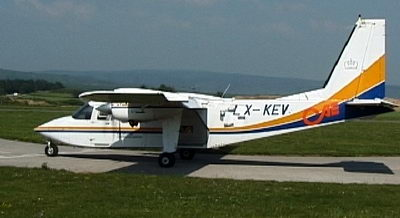
Britten-Norman BN2 Islander, in gebruik voor vluchten tussen Norden en de waddeneilanden

De ontsluiting van de gemeente is de Bundesstraße 72 van Norddeich naar de Landkreis Cloppenburg. De weg loopt als ringweg oostelijk om de stad heen. De dichtstbijzijnde autosnelweg is de Autobahn A31 (afrit te Emden, afstand tot Norden: 25 km).
In 2006-2007 werd het oude station Norden vervangen door een modern stationsgebouw met busstation. De stad heeft een treinverbinding met Emden, met rechtstreekse treinen naar andere delen van Duitsland, zie spoorlijn Norden - Norddeich Mole en spoorlijn Hamm - Emden. Binnen de gemeente ligt ook het eindstation Norddeich Mole, slechts bestaande uit één perronspoor, met aansluiting op de veerboten naar de Oost-Friese Waddeneilanden Juist en Norderney. Het traject Norden - Dornum van de vroegere Ostfriesische Küstenbahn wordt als toeristische spoorweg geëxploiteerd.  
De belangrijkste streekbusverbinding is met Uthwerdum-Georgsheil, gemeente Südbrookmerland, met overstapmogelijkheid op andere bussen naar Emden of Aurich.
Norden beschikt over een klein vliegveld, Flugplatz Norden-Norddeich. Het heeft één geasfalteerde start- en landingsbaan van 720 meter lang en 20 meter breed. Het veldje heeft de ICAO-code	EDWS en de IATA-code NOD. De coördinaten luiden: 53° 37′ 59″ noorderbreedte, 7° 11′ 25″ oosterlengte. Het ligt 1 m  (3 ft) boven zeeniveau. Met vliegtuigen van de merken Cessna en Britten-Norman BN2 Islander worden van hier vluchten naar de Waddeneilanden Juist, Norderney, Baltrum en Langeoog, en naar Helgoland, v.v. ondernomen. Ook is het in gebruik voor de zweefvliegsport en voor helikopters e.d.
Het vliegveld ligt in stadsdeel Lintelermarsch.

## Politiek

### Samenstelling gemeenteraad
De gemeenteraad bestaat uit 34 leden, plus een zetel voor de gekozen burgemeester. De raad is sinds de verkiezingen in september 2021 als volgt samengesteld:
| Partij                                         | Zetels |
| ---------------------------------------------- | ------ |
| SPD                                            | 14     |
| CDU                                            | 7      |
| Wählergruppe Zukunftsorientierter Bürger (ZoB) | 6      |
| Bündnis 90/Die Grünen                          | 4      |
| FDP                                            | 2      |
| Die PARTEI                                     | 1      |
| Burgemeester1                                  | 1      |

1 De burgemeester is ambtshalve lid van de raad.

### Stedenbanden
De gemeente heeft stedenbanden met:
- Bradford-on-Avon in het Verenigd Koninkrijk
- Pasewalk in Mecklenburg-Voor-Pommeren

## Media
In  Norden verschijnt het dagblad Ostfriesischer Kurier sinds 1867. Het dagblad wordt voorzien van nationale en internationale berichten door de Neue Osnabrücker Zeitung. Verder heeft het blad een samenwerking met het onafhankelijk dagblad Ostfriesen Zeitung uit Aurich en het dagblad Anzeiger für Harlingerland uit Wittmund dat deel is van Nordwest Zeitung uit Oldenburg. Het dagblad heeft een oplage van circa 10.000 exemplaren en wordt voornamelijk gelezen in de voormalige Landkreis Norden.

## Belangrijke personen in relatie tot de gemeente

### Geboren in Norden
- Rudolf Garrels -1675-1750 Orgelbouwer
- Joannes Deknatel - 1698-1759 Leraar der Doopsgezinden te Amsterdam
- Recha Freier (geboren: Schweitzer) (Norden, 29 oktober 1892 - Jeruzalem, 2 april 1984) was een verzetsstrijdster in nazi-Duitsland

### Overigen
- Jan ten Doornkaat Koolman (* 12 augustus 1773 in Midwolda (gemeente Oldambt), Nederland; † 18 februari 1851 in Norden), brouwerij-ondernemer